# Fulcro
O fulcro , também conhecido pelos nomes de reste ou riste com origem etimológica no francês rester, consistia em um detalhe de algumas armaduras. O fulcro era um gancho confeccionado em ferro, composto por quatro hastes curvas, afixado na lateral direita das couraças e com ângulo inclinado no rumo do braço direito.
Sua utilidade era servir de apoio às grandes lanças usadas nas justas, quando no confronto com o adversário.

## Referência
1. ↑  «Origem da Palavra - Site de Etimologia». Consultado em 15 de setembro de 2017

- COIMBRA, Álvaro da Veiga, Noções de Numismática. SP. Secção Gráfica da Faculdade de Filosofia, Ciências e Letras da Universidade de São Paulo, 1965.